# ソールベイの海戦
ソールベイの海戦（Battle of Solebay）は、1672年6月7日（ユリウス暦5月28日）に発生した第3次英蘭戦争の最初の海戦である。

## 戦闘
軍艦75隻、乗員20,738名、砲4,484門で構成されたネーデルラント連邦共和国（オランダ）の艦隊はミヒール・デ・ロイテル、アドリアン・バンケルト、ウィレム・ファン・ゲント提督らに率いられ、ソールベイ（後のソール湾、サフォーク州）で停泊中であった93隻、34,496名、6,018門のイングランド・フランス連合艦隊を奇襲した。
ヨーク公ジェームズとジャン・デストレ中将はオランダの港湾を封鎖し、北海からオランダ商船を締め出そうと計画していた。オランダはまずメドウェイ川襲撃の勝利を再現しようとファン・ゲント提督率いるフリゲート戦隊でテムズ川を奇襲したが、シーアネス要塞の防備が以前より強化されていたため成果を上げられずに終わる。またオランダ艦隊の本体は連邦の5つの海軍本部の足並みがそろわなかったために到着が遅れ、イングランドとフランスの合同を阻止することができなかった。しかし連合艦隊もオランダ本隊の動きには気付かず、ソールベイで補給を行っていた。
そして6月7日早朝にオランダ海軍は風上から接近し連合軍を奇襲する。これをうけてフランス艦隊は意図的なのか偶然なのかは不明だがイングランド艦隊から離れて南下し、結果的にバンケルトの15隻と遠距離砲撃を交わしただけだった。しかしオランダの70門艦フローニンゲン（Groningen）の砲撃を受けたラベスニエール卿の旗艦シュパーブ（Superbe）は激しく損傷し、提督自身も戦死している。フランス軍全体の死傷者は450人であった。
残りのオランダ海軍の前衛と中央はイングランド艦隊と交戦した。特に後者の攻勢は激しいもので、ヨーク公はプリンスからセント・マイケル、さらにはロンドンへと2回将旗を移さねばならなかったほどである。デ・ロイテルの旗艦デ・ゼーヴェン・プロヴィンシェンには海軍委員のコルネリス・デ・ウィット（最高指導者ヨハン・デ・ウィットの兄）が乗っており、甲板上の椅子に座って戦況を眺めていた。彼の護衛の半数は戦死したが、デ・ウィットは決して甲板を離れなかったといわれている(もっとも、何か有益なことをしたわけでもない)。
エインドラクトのアート・ファン・ネス提督は最初エドワード・スプレージ中将の旗艦ロンドンと、次にロイヤル・キャサリンと交戦した。ファン・ネスは後者を降伏させ、艦長を捕虜にしたが、オランダの捕獲要員がブランデーを発見して泥酔したためにイングランド兵に奪還された。

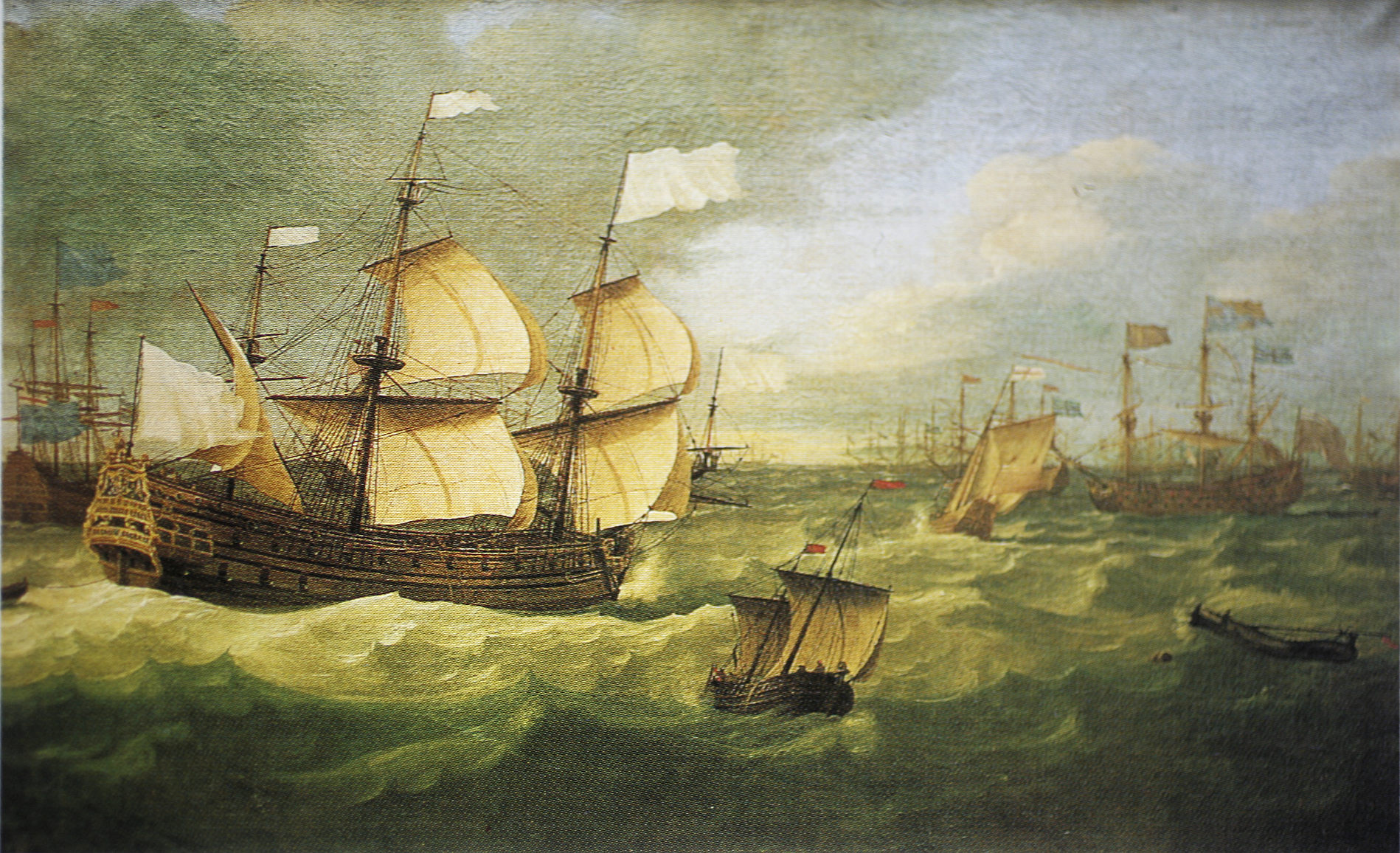
フランスの旗艦サン＝フェリペ

サンドウィッチ伯爵エドワード・モンタギューの旗艦ロイヤル・ジェイムズは最初ファン・ゲントの旗艦ドルフェインの猛攻を受けた。ファン・ゲントはメドウェイ川襲撃の実行者でもあったが、ソールベイでは砲弾の破片に当たって戦死した。そのためヤン・ファン・ブレーケル艦長のグロート・オランディアがロイヤル・ジェイムズ攻撃にあたり、1時間以上にわたって砲撃を浴び続けた。サンドウィッチ伯は降伏を考えざるを得ないような状況に陥ったが、彼の誇りは卑しい生まれの艦長に投降することを許さなかった。
サンドウィッチ伯は指揮下のスループに命じてグロート・オランディアへの切り込み隊を組織し、ファン・ブレーケル艦長は殺到したイングランド兵に対処するために退却せざるを得なくなった。その後ロイヤル・ジェイムズは漂流しているところを数隻の火船に襲撃される。火船のうち2隻は撃沈されたが、ヤン・ダニエルスゾーン・ファン・デン・レインの指揮するフレーデはイザーク･スヴィールスの旗艦オリファントに守られながら接近したためにロイヤル・ジェイムズ攻撃に成功する。艦は激しく炎上し、サンドウィッチ伯と婿のフィリップ・カートレットを含む多くの将兵が戦死した。伯爵らは救助のスループに逃げ込んだが、パニック状態に陥った水兵たちの重みに耐えきれず艦が崩壊して溺死したのである。サンドウィッチ伯の遺体は岸に打ち上げられたが、焦げた衣服でしか身元を確認できなかった。
夕方になると風向きが変わり、イングランド艦隊が風上側となる。このためオランダ艦隊は引き揚げていった。
両軍の損害は大きかった。オランダ側も54門艦ジョシュアが沈没し、48門艦スタフォーレンが捕獲され、さらにもう1隻が帰国直後の修理中に爆沈した。戦闘は日没とともに決着がつかずに終わり、双方が勝利を宣言したが、イングランド・フランス連合軍の封鎖計画を頓挫させたオランダ側に正当性があると考えられている。
その後、英蘭艦隊は翌1673年のスホーネヴェルトで再び戦うことになる。